# Comuna Sarniv, Volociîsk
Sarniv (în ucraineană Сарнів) este o comună în raionul Volociîsk, regiunea Hmelnîțkîi, Ucraina, formată din satele Kurovecika și Sarniv (reședința).

## Demografie
Componența lingvistică a comunei Sarniv
     Ucraineană (99,71%)
     Alte limbi (0,3%)
Conform recensământului din 2001, majoritatea populației comunei Sarniv era vorbitoare de ucraineană (99,71%), existând în minoritate și vorbitori de alte limbi.